# 検事局
検事局（けんじきょく）は、かつて検察官が配置されていた日本の官署。検察庁の前身とされる。

## 司法職務定制
司法職務定制（明治5年8月3日太政官達）3条に、「省務支分スル者」として、裁判所、明法寮と並んで検事局が定められ、司法省に検事局が置かれた。明治6年3月以降、各府県裁判所の検事局が設置され、検事が派遣されるようになった。

## 裁判所官制
裁判所官制（明治19年5月5日勅令第40号）27条に「治安裁判所ヲ除クノ外裁判所ニ検事局ヲ置キ検察官ヲシテ治罪法及訴訟法ニ定ムル職務ノ外司法ニ関スル事項及司法ノ行政ニ関スル事項ニ付監督ノ職務ヲ行ハシム」と定められ、治安裁判所以外の裁判所（始審裁判所、控訴院、大審院）に検事局が置かれた。各検事局の管轄は、その検事局が置かれた裁判所の管轄と同一であった（28条）。
検事局は裁判所に置かれたものの、検事はその職務について裁判所に従属しないものとされた（29条）。
大審院検事局と控訴院検事局には検事長が置かれ、それぞれ当該検事局の事務を掌理した（35条、36条）。始審検事局には検事長は置かれず、代わりに上席検事が検事局の事務を掌理した（34条）。
また、検事局には書記が置かれ、「文書記録会計ニ従事」（38条）した。

## 裁判所構成法
裁判所構成法（明治23年2月10日法律第6号）6条1項に「各裁判所ニ検事局ヲ附置ス」と定められ、各裁判所に検事局が「附置」された。検事局の管轄は、その検事局が附置された裁判所の管轄と同一であった（6条3項）。
検事局には、「相応ナル員数ノ検事ヲ置ク」（7条）とされ、合議裁判所の検事局には必要に応じて書記課が置かれた（8条2項）。
区裁判所の検事局には検事が置かれ、その上官は置かれなかった（18条1項）。区裁判所検事局の検事の事務は、その地の警察官、憲兵、将校、下士、林務官が取り扱うことができた（18条2項）。
地方裁判所の検事局には検事正が、控訴院の検事局には検事長が、大審院の検事局には検事総長が置かれ、それぞれ検事局の事務を指揮監督した。加えて、検事総長は下級検事局を、検事長は検事局が附置された控訴院管轄区域内の検事局を、検事正は検事局が附置された地方裁判所管轄区域内の検事局を監督した（135条）。
検事局に所属するその他の検事は、その事務取扱につき、特別の許可を得ずに検事正・検事長・検事総長を代理する権限を有していた（33条、42条、56条）。
裁判所法（昭和22年4月16日法律第59号）施行により裁判所構成法が廃止されたことに伴い、検事局は廃止された。